# Lee Zeldin
Lee Michael Zeldin (ur. 30 stycznia 1980 w East Meadow) – amerykański prawnik, polityk, oficer Rezerwy Armii USA, członek Partii Republikańskiej. Od 29 stycznia 2025 kierownik Agencji Ochrony Środowiska.

## Działalność polityczna
Od 2011 zasiadał New York State Senate. Od 3 stycznia 2015 do 3 stycznia 2023 przez cztery kadencje był przedstawicielem 1. okręgu wyborczego w stanie Nowy Jork w Izbie Reprezentantów Stanów Zjednoczonych. W styczniu 2025 został powołany przez prezydenta Donalda Trumpa na stanowisko kierownika amerykańskiej Agencji Ochrony Środowiska.